# BL755
BL755 – brytyjska bomba kasetowa z subamunicją przeciwpancerną, skonstruowana w latach 60. XX wieku.

## Historia
Pierwsza wersja bomby (BL755 No 1) została przyjęta do uzbrojenia Royal Air Force w 1972 roku. Bomba w tej wersji przenosiła 147 podpocisków o nazwie GP. Każdy z nich mógł przebić pancerz o grubości do 250 mm, a przy jego wybuchu powstawało ponad 2000 odłamków rażących siłę żywą. W związku z ówczesną taktyką lotnictwa BL755 została zoptymalizowana do zrzutów z małej wysokości. Później do uzbrojenia trafiły kolejne wersje Mk 2 (przystosowana do zrzutu z jeszcze mniejszych wysokości), Mk 3 (wyposażona w ucha do podwieszania zgodne ze standardami brytyjskim, NATO i Układu Warszawskiego) i Mk 4. Poza Wielką Brytanią BL755 była na uzbrojeniu lotnictwa Indii, Jugosławii, Serbii i RFN. Nosicielami bomby były samoloty Buccaneer, Phantom FGR.2, J-22 Orao, G-4 Super Galeb, BAE Hawk, CF-104, A-10 Thunderbolt II, Jaguar, Harrier, Harrier II, Tornado, F-16 Fighting Falcon, MiG-27.
BL755 była użyta bojowo podczas wojny o Falklandy-Malwiny, I wojny w Zatoce Perskiej, oraz konfliktów które wybuchły po rozpadzie Jugosławii.
Z końcem lat 80. XX wieku w związku ze zmianą taktyki lotnictwa NATO (zaczęto preferować ataki z dużej wysokości pozwalające uniknąć ognia lufowej broni przeciwlotniczej i ręcznych wyrzutni rakiet) BL755 stała się bronią o niskiej przydatności. Zmiana taktyki oraz kontrowersje wobec uzbrojenia kasetowego sprawiły, że z uzbrojenia RAF została wycofana na przełomie 2007 i 2008 roku i zastąpiona rakietami Brimstone, a Luftwaffe powoli likwiduje zapas bomb BL755.